# Hotel Nacional
Hotel Nacional è il sesto album in studio da solista (l'undicesimo in totale) del cantante bosniaco Dino Merlin, pubblicato nel 2014.

## Tracce
Testi e musiche di Dino Merlin eccetto dove indicato.

1. Ruža – 5:21
2. Školjka – 4:56 (Džemaludin Latić)
3. Sve Dok Te Bude Imalo – 5:15
4. Moja Mala Židovko – 4:34
5. Rane – 4:20 (Latić, Merlin)
6. Uzmi Ovaj Dar – 4:46 (Merlin, Walt Whitman, Mahir BeatHouse)
7. Ako Izgovorim Ljubav – 4:05 (Aaron McIntosh, Merlin)
8. Hotel Nacional – 4:05
9. Sunce – 4:17
10. Sve Do Medalje – 5:27
11. Undo – 4:05
12. Hotel Nacional Nevo Mix – 4:06